# Peter de Clercq
Peter de Clercq, nacido el 2 de julio de 1966 en Oudenaarde, es un exciclista belga de los años 80 y 90.

## Biografía
Profesional de 1988 a 1996, sus logros más destacados fueron 1 etapa de la Dauphiné Libéré y dos veces À travers le Morbihan. En 1992, ganó en el Tour de Francia la 20.ª etapa entre Blois y Nanterre.

## Palmarés
1989
- 1 etapa del Tour del Mediterráneo
- 1 etapa de la Dauphiné Libéré
- 1 etapa del Tour de la CEE
- Heusden Limburg

1991
- Gran Premio de la Villa de Zottegem

1992
- 1 etapa del Tour de Francia
- À travers le Morbihan
- Route Adélie
- Tour d'Armorique
- 1 etapa de la Vuelta a Galicia

1993
- 1 etapa de la Vuelta a Gran Bretaña

1994
- À travers le Morbihan
- 1 etapa de la Ruta del Sur
- Nokere Koerse

1995
- Gran Premio de la Villa de Rennes

## Resultados en el Tour de Francia
- 1990 : 137.º
- 1991 : 137.º
- 1992 : 123.º, ganador de etapa
- 1993 : 132.º
- 1994 : 182.º
- 1995 : abandono